# Filmes de 1935 da RKO Pictures

## A RKO em 1935

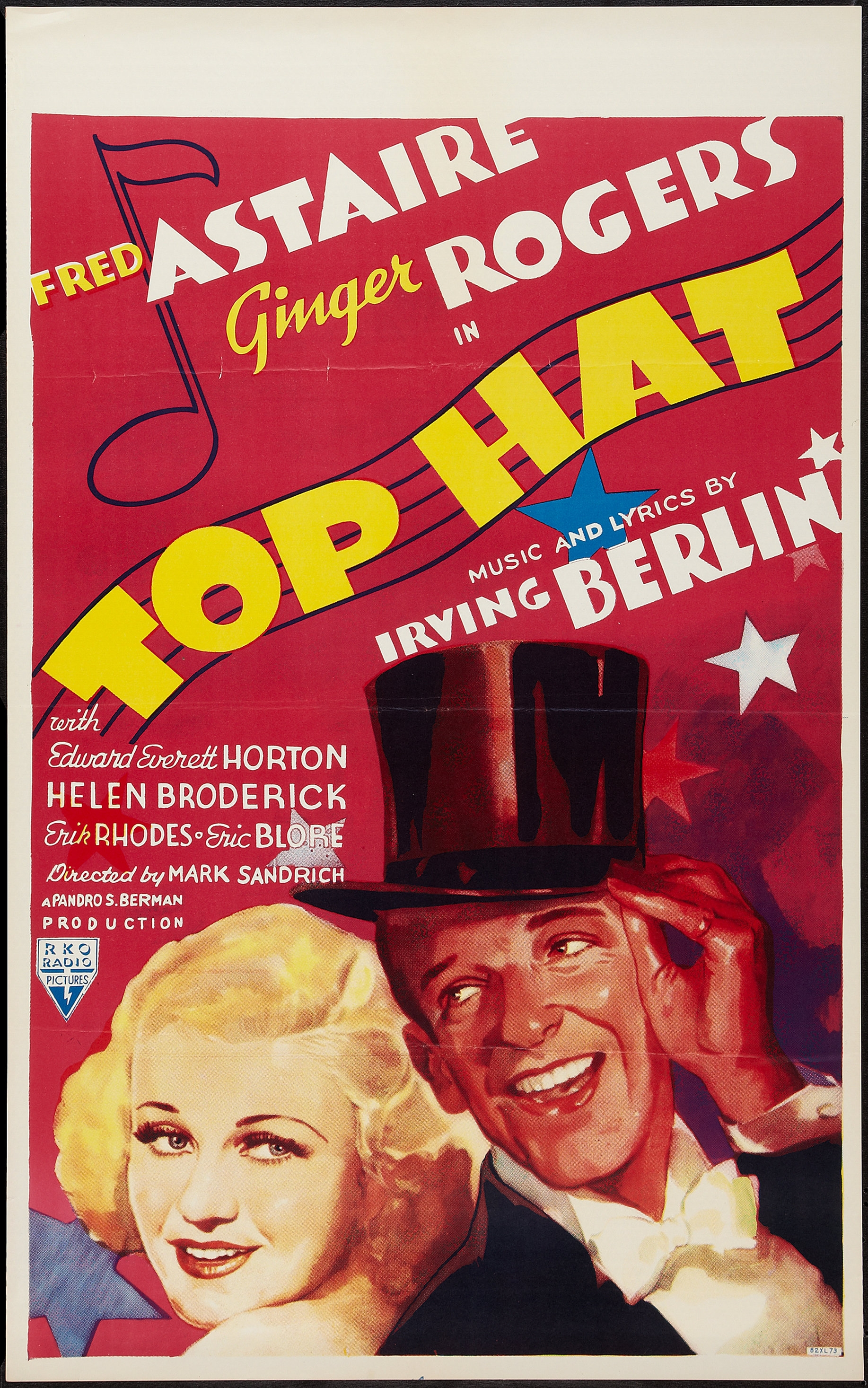
Poster do musical Top Hat, o maior sucesso da RKO em 1935.

A Grande Depressão começava a ceder por todo o país, e a RKO resolveu, timidamente, investir na expansão do estúdio. O projeto, concluído somente no ano seguinte, consumiu 500.000 dólares e resultou em novos palcos de som, camarins, cenários, filmotecas e um prédio administrativo de três andares.
A RKO adquiriu os direitos de distribuição do curta-metragem noticioso "The March of Time", produzido pela revista Time. O curta acompanhou os lançamentos do estúdio por vários anos, com uma nova edição a cada mês, em média.
Merian C. Cooper e o roteirista Kenneth Macgowan deixaram a companhia. Cooper tornou-se vice-presidente da Pioneer Pictures e Macgowan foi trabalhar com Darryl F. Zanuck na recém-formada 20th Century-Fox. Por outro lado, chegaram Irving Berlin, que comporia para os filmes da dupla Fred Astaire-Ginger Rogers, e a cantora lírica Lily Pons.
Um total de 43 filmes foi lançado pela RKO em 1935, quatro deles produções independentes. Ausentes desde 1933, os faroestes voltaram com Richard Dix e Barbara Stanwick. Top Hat foi um sucesso estrondoso, seguido de perto por Roberta. As bilheterias também foram generosas com The Informer, Star of Midnight, In Person e Alice Adams. The Informer recebeu seis indicações ao Oscar, tendo vencido em quatro categorias. Alice Adams, Becky Sharp, Top Hat, Roberta e I Dream Too Much foram igualmente lembrados pela Academia.
Apesar de algumas decepções, este foi um bom ano para o estúdio, que apresentou um lucro de 684.733 dólares, o primeiro desde 1930.

## Prêmios Oscar
Foi a oitava cerimônia, com os filmes lançados em Los Angeles no ano de 1935
| Filme            | Indicações                                                                                                  | Premiações                                                     |
| ---------------- | --- | -------------------------------------------------------------- |
| Alice Adams      | Melhor Filme Melhor Atriz (Katharine Hepburn)                                                               | ---                                                            |
| Becky Sharp      | Melhor Atriz (Miriam Hopkins)                                                                               | ---                                                            |
| I Dream Too Much | Melhor Mixagem de Som                                                                                       | ---                                                            |
| The Informer     | Melhor Filme Melhor Diretor Melhor Ator (Victor McLaglen) Melhor Roteiro Melhor Edição Melhor Trilha Sonora | Melhor Ator Melhor Diretor Melhor Roteiro Melhor Trilha Sonora |
| Roberta          | Melhor Canção                                                                                               | ---                                                            |
| Top Hat          | Melhor Filme Melhor Direção de Arte Melhor Coreografia Melhor Canção                                        | ---                                                            |

## Outras premiações[1]
- The Informer foi o Melhor Filme do Ano, segundo o National Board of Review, o Film Daily, e o New York Film Critics Circle (que também premiou seu diretor, John Ford)
- Alice Adams foi escolhido como um dos Dez Melhores Filmes do Ano pelo National Board of Review
- Top Hat figurou na lista dos Dez Melhores do Ano assinada pelo Film Daily

## Os filmes do ano
| Título original           | Título PT/BR               | Título PT/PT                         | Astros                                 | Diretor                          |
| ------------------------- | -------------------------- | ------------------------------------ | -------------------------------------- | -------------------------------- |
| Alice Adams               | A Mulher Que Soube Amar    |                                      | Katharine Hepburn, Fred MacMurray      | George Stevens                   |
| Annie Oakley              | Na Mira de Um Coração      |                                      | Barbara Stanwick, Preston Foster       | George Stevens                   |
| Another Face              |                            |                                      | Wallace Ford, Brian Donlevy            | Christy Cabanne                  |
| The Arizonian             | Pioneiro da Lei            |                                      | Richard Dix, Margot Grahame            | Charles Vidor                    |
| Becky Sharp               | Vaidade e Beleza           | A Feira das Vaidades                 | Miriam Hopkins, Frances Dee            | Rouben Mamoulian                 |
| Break of Hearts           | Corações em Ruínas         | Corações Desfeitos                   | Katharine Hepburn, Charles Boyer       | Philip Moeller                   |
| Captain Hurricane         |                            |                                      | James Barton, Helen Westley            | John S. Robertson                |
| Chasing Yesterday         |                            |                                      | Anne Shirley, O.P. Heggie              | George Nichols Jr.               |
| A Dog of Flanders         |                            |                                      | Frankie Thomas, O.P. Heggie            | Edward Sloman                    |
| Enchanted April           |                            |                                      | Ann Harding, Frank Morgan              | Harry Beaumont                   |
| Fang and Claw             |                            | Garras e Dentes                      | Documentário                           | Frank Buck                       |
| Frekles                   |                            |                                      | Tom Brown, Virginia Weidler            | William Hamilton, Edward Killy   |
| Gigolette                 |                            |                                      | Adrienne Ames, Ralph Bellamy           | Charles Lamont                   |
| Grand Old Girl            |                            |                                      | May Robson, Mary Carlisle              | John S. Robertson                |
| Hi, Gaucho!               |                            |                                      | John Carroll, Steffi Duna              | Thomas Atkins                    |
| His Family Tree           |                            |                                      | James Burton, Margaret Callahan        | Charles Vidor                    |
| Hooray for Love           | Hurrah ao Amor             |                                      | Ann Sothern, Gene Raymond              | Walter Lang                      |
| Hot Tip                   | Quando a Mulher Dá Palpite |                                      | ZaSu Pitts, James Gleason              | James Gleason, Ray McCarey       |
| I Dream Too Much          | Vivo Sonhando              | A Voz do Amor                        | Lily Pons, Henry Fonda                 | John Cromwell                    |
| In Person                 | Em Pessoa                  | Em Carne e Osso                      | Ginger Rogers, George Brent            | William A. Seiter                |
| The Informer              | O Delator                  | O Denunciante                        | Victor McLaglen, Heather Angel         | John Ford                        |
| Jalna                     |                            |                                      | Kay Johnson, Ian Hunter                | John Cromwell                    |
| Laddie                    | Nobreza Americana          |                                      | John Beal, Gloria Stuart               | George Stevens                   |
| The Last Days of Pompeii  | Os Últimos Dias de Pompeia | Os Últimos Dias de Pompeia           | Preston Foster, Alan Hale              | Ernest B. Schoedsack             |
| Murder on a Honeymoon     |                            |                                      | Edna May Oliver, James Gleason         | Lloyd Corrigan                   |
| The Nitwits               | Na Pista da Viúva          |                                      | Bert Wheeler, Robert Woolsey           | George Stevens                   |
| Old Man Rhythm            | No Ritmo do Jazz           |                                      | Charles "Buddy" Rogers, George Barbier | Edward Ludwig                    |
| The People's Enemy        | O Último Inimigo           |                                      | Preston Foster, Lila Lee               | Crane Wilbur                     |
| Powdersmoke Range         | Duelo de Valentes          |                                      | Harry Carey, Hoot Gibson               | Wallace Fox                      |
| The Rainmakers            |                            |                                      | Bert Wheeler, Robert Woolsey           | Fred Guiol                       |
| The Return of Peter Grimm |                            |                                      | Lionel Barrymore, Helen Mack           | George Nichols Jr.               |
| Roberta                   | Roberta                    |                                      | Irene Dunne, Fred Astaire              | William A. Seiter                |
| Romance in Manhattan      | Um Romance em Nova Iorque  |                                      | Francis Lederer, Ginger Rogers         | Stephen Roberts                  |
| Seven Keys to Baldpate    |                            |                                      | Gene Raymond, Margaret Callahan        | William Hamilton, Edward Killy   |
| She                       | Ela, A Feiticeira          | A Deusa do Fogo                      | Helen Gahagan, Randolph Scott          | Irving Pichel, Lansing C. Holden |
| Star of Midnight          | O Rapto da Meia-Noite      | O Senhor Sherlock e a Senhora Holmes | William Powell, Ginger Rogers          | Stephen Roberts                  |
| Strangers All             |                            |                                      | May Robson, Preston Foster             | Charles Vidor                    |
| The Three Musketeers      | Os Três Mosqueteiros       | Os Três Mosqueteiros                 | Walter Abel, Ian Keith                 | Rowland V. Lee                   |
| To Beat the Band          |                            |                                      | Hugh Herbert, Helen Broderick          | Benjamin Stoloff                 |
| Top Hat                   | O Picolino                 | Chapéu Alto                          | Fred Astaire, Ginger Rogers            | Mark Sandrich                    |
| Village Tale              | Escândalo na Aldeia        |                                      | Randolph Scott, Kay Johnson            | John Cromwell                    |
| We're Only Human          | O Pavor dos Fortes         |                                      | Preston Foster, Jane Wyatt             | James Flood                      |
| West of the Pecos         |                            | Terras Sem Lei                       | Richard Dix, Martha Sleeper            | Phil Rosen                       |